# 相模原市立光が丘小学校
相模原市立光が丘小学校（さがみはらしりつ ひかりがおかしょうがっこう）は、神奈川県相模原市中央区光が丘2丁目にある公立小学校。

## 概要
- 本校は、昭和42年頃、県営上溝団地、杉の子団地、丸栄団地、小田急団地、虹吹、丸崎、緑が丘地区の住宅造成に伴い、地区の要望と星が丘小学校の児童急増対策として開校した学校である。

## 沿革
- 1969年（昭和44年）4月1日 - 相模原市立光が丘小学校開校（児童数402名、学級数12、職員数15名）。
- 1970年（昭和45年）4月 - 校歌・校章を発表。
- 1972年（昭和47年）
  - 5月 - プール完成。
  - 6月 - 体育館完成。
- 1974年（昭和49年）4月 - 並木小学校開校により学区分離、病弱児学級（北里学級）開設。
- 1975年（昭和50年）4月 - 肢体不自由児学級（陽光学級）開設。
- 1976年（昭和51年）4月 - 陽光台小学校開設により学区分離。
- 1978年（昭和53年）11月 - 創立10周年記念式典挙行。
- 1988年（昭和63年）11月 - 創立20周年記念式典挙行（ひかりの像、タイムカプセル設置）。
- 1991年（平成3年）11月 - パソコン設置。
- 1994年（平成6年）2月 - 陽光学級、保健室エアコン設置。
- 1995年（平成7年）4月 - 体育館車椅子用スロープ設置。
- 1997年（平成9年）7月 - 生涯学習ルーム開設。
- 1998年（平成10年）11月 - 創立30周年記念式典挙行。
- 1999年（平成11年）11月 - エレベーター設置。
- 2003年（平成15年）
  - 4月 - 光が丘小学校35周年記念航空写真撮影。
  - 5月 - 光が丘小学校35周年記念植樹。
- 2004年（平成16年）3月 - 乾式トイレ工事完了（A棟）。
- 2007年（平成19年）
  - 9月 - 乾式トイレ工事完了（B棟）。
  - 10月 - 新相模原市誕生記念植樹。
- 2008年（平成20年）7月 - 創立40周年記念航空写真撮影。
- 2009年（平成21年）
  - 4月 - ひかり学級開設。
  - 7月 - 給食室新築工事開始。
- 2010年（平成22年）
  - 3月 - 給食室完成。
  - 4月 - 自校給食開始。校内LANとデジタルテレビ運用開始。
- 2014年（平成26年）4月 - 虹学級開設。
- 2018年（平成30年）
  - 4月 - 創立50周年記念航空写真撮影。
  - 12月 - 創立50周年記念式典挙行。
- 2025年（令和7年）4月 - 青葉小学校を統合（予定）[1]。

## 通学区域
- 相模原市中央区[2]
  - 青葉2丁目（全域）
  - 青葉3丁目（全域）
  - 並木4丁目（全域）
  - 光が丘2丁目（18番～34番）
  - 光が丘3丁目（全域）
  - 緑が丘1丁目（全域）
  - 緑が丘2丁目（全域）

## 進学中学校
- 相模原市中央区[3]
  - 相模原市立緑が丘中学校

## 周辺
- 神奈川県道507号相武台相模原線
- 学校法人相模中央学園中央幼稚園 - 相模原市道をはさんで、敷地が隣接。かつ、進学前幼稚園のひとつ。
- 光が丘第2公園
- 社会福祉法人青翔会上溝保育園 - 進学前保育園のひとつ。
- 相模原市立陽光園（相模原市立療育センター）
- 相模原市立陽光台保育園 - 進学前保育園のひとつ。
  - また、県道507号線沿いには、量販店やカーショップなどが点在する。

## アクセス
- 神奈川中央交通「大25」・「淵34」・「淵35」・「相21」・「相25」・「相27」・「相28」・「相29」の各系統で、「光が丘小学校前」停留所下車。
- JR東日本横浜線相模原駅・淵野辺駅、小田急電鉄小田原線・江ノ島線相模大野駅、小田急電鉄小田原線小田急相模原駅、相武台前駅の各駅から、上述の神奈中バスに乗車し、「光が丘小学校前」停留所下車。